# 朝菜町站
朝菜町站（日语：／ Asanamachi eki */?）是隸屬於富山地方鐵道的鐵路車站，座落於富山縣富山市堀川町，是設立於1950年代末期的通勤車站，開站至今一直皆為無人站。車站附近全為低密度民居，但使用人數並不算多，每天的客量只有50多人而已。

## 車站結構
自開站起已是採用簡易車站模式運作，一直以來均沒有興建任何站舍，只設有側式月台1座，為列車不可交換車站，有效長度為3輛。整個月台以磚塊及水泥所砌成，出入口位於月台末端向上堀方向，並只設有樓梯上落。在月台上中央部份建有一座候車小屋，屋內佈局十分簡單，只有擺放了數張座塾的候車長凳一張，月台其餘部份皆為露天且沒有其他的設施。列車到站時，往電鐵富山方向為左側上落；往岩峅寺方向為右側上落。

### 月台配置
| 路線    | 方向 | 目的地       | 備註 |
| ------- | ---- | ------------ | ---- |
| ■上瀧線 | 上行 | 電鐵富山方向 |      |
| ■上瀧線 | 下行 | 岩峅寺方向   |      |

## 利用人數
| 乘車人員推算 | 乘車人員推算 | 乘車人員推算 |
| 年度         | 1日平均人數  |              |
| ------------ | ------------ | ------------ |
| 2004年       | 55           |              |
| 2005年       | 55           |              |
| 2006年       | 54           |              |
| 2007年       | 56           |              |
| 2008年       | 54           |              |
| 2009年       | 50           |              |
| 2010年       | 50           |              |
| 2011年       | 51           |              |

## 相鄰車站
富山地方鐵道
■上瀧線
南富山（T61）－朝菜町（T62）－上堀（T63）

## 外部連結
- 富山地方鐵道朝菜町站公式網頁。 （页面存档备份，存于）（日語）